# 켄턴 듀티
켄턴 듀티(Kenton Duty, 1995년 5월 12일 ~ )는 미국의 배우 및 가수이다.

## 출연 작품
- 리틀 세비지스 (2016)
- 콘테스트 (2013)
- 실버벨 (2013)
- 위대한 사랑 (2012)
- 우리는 댄스소녀 1 (2010)
- 크레이지 온더 아웃사이드 (2010)
- 내 이름은 칸 (2010)
- 2:13 (2009)
- 포겟 미 낫 (2009)